# Baliga nicobarica
Baliga nicobarica is een insect uit de familie van de mierenleeuwen (Myrmeleontidae), die tot de orde netvleugeligen (Neuroptera) behoort. 
Baliga nicobarica is voor het eerst wetenschappelijk beschreven door Brauer in 1865.